# North London derby
Le North London Derby (derby du Nord de Londres en français) est le nom donné au derby entre les clubs de football du nord de Londres : Arsenal et Tottenham Hotspur.
Il se rapporte spécifiquement aux différents matches entre les deux équipes, mais peut également être employé pour décrire la rivalité continue entre les Spurs (surnom des joueurs de Tottenham) et les Gunners (surnom des joueurs d'Arsenal).

## Les origines de la rivalité
La première rencontre entre les deux clubs eut lieu lors d'un match amical disputé le 11 novembre 1887, alors qu'Arsenal FC portait encore le nom de Royal Arsenal. Le match fut interrompu quinze minutes avant la fin (à cause de l'obscurité), les Spurs menant au score 2-1. Le premier affrontement en championnat remonte au 4 décembre 1909, Arsenal l'emportant 1-0.
Cependant, la féroce rivalité entre les deux clubs ne commença pas avant la Première Guerre mondiale. Tout d'abord en 1913, Arsenal déménagea du site de Woolwich vers Highbury, à proximité du stade de Tottenham, White Hart Lane. Cette proximité géographique constitua la première source de malaise entre les deux clubs.
Le sentiment de défiance fut renforcé lorsque le championnat d'Angleterre reprit son cours après la grande guerre. Lors de la dernière saison d'avant guerre les clubs de Derby County et Preston North End terminèrent premier et second du championnat de seconde division (Football League Second Division), assurant leur promotion en première division. Malgré tout la première division, alors baptisée Football League First Division, devait être étendue de 20 à 22 clubs en 1919. Ne disposant pas d'un règlement précis sur ce point, la fédération eut recours à un vote afin d'attribuer les places restantes en première division.
La procédure fut compliquée par un scandale ayant entaché la saison 1915 durant laquelle certains matchs furent arrangés. L'équipe de Chelsea se retrouva 19e au classement de première division, et donc en position de relégable, à la suite de l'arrangement passé entre Liverpool et Manchester United. Il fut donc décidé que ce club, directement victime de l'affaire de corruption, conserverait sa place en First Division malgré son classement. Tottenham, classé 20e de première division, aurait pu échapper lui aussi à la relégation. Barnsley FC, 3e de seconde division pouvait également espérer occuper la dernière place disponible, mais le vote en décida autrement. Le président d'Arsenal Henry Norris réussit à rassembler une majorité de votants afin de promouvoir son club, qui s'était pourtant classé à la 5e place du championnat de seconde division. Il fut accusé d'avoir versé des dessous de table, mais aucune malversation n'a jamais été prouvée.
Tottenham remonta en First Division la saison suivante, et depuis lors la rivalité entre les deux clubs voisins ne fit que s'amplifier. Comme dans toute rivalité sportive les supporters des deux équipes, qui vivent et travaillent souvent dans les mêmes quartiers, aiment à rappeler les malheurs du club adverse. Les joueurs transférés d'un club à l'autre, comme le défenseur Sol Campbell, doivent également subir la bronca des supporters de leur ancienne équipe : Campbell étant surnommé « Judas » par les supporters de Tottenham, après son passage chez les Gunners.

## Couleurs
Traditionnellement, les Gunners jouent avec un maillot rouge à manches blanches, un short blanc et des chaussettes rouges tandis que les Spurs jouent avec un maillot entièrement blanc, un short bleu marine et des chaussettes blanches.

Couleurs traditionnelles d'Arsenal et de Tottenham.

## Les « North London Derbies » les plus mémorables

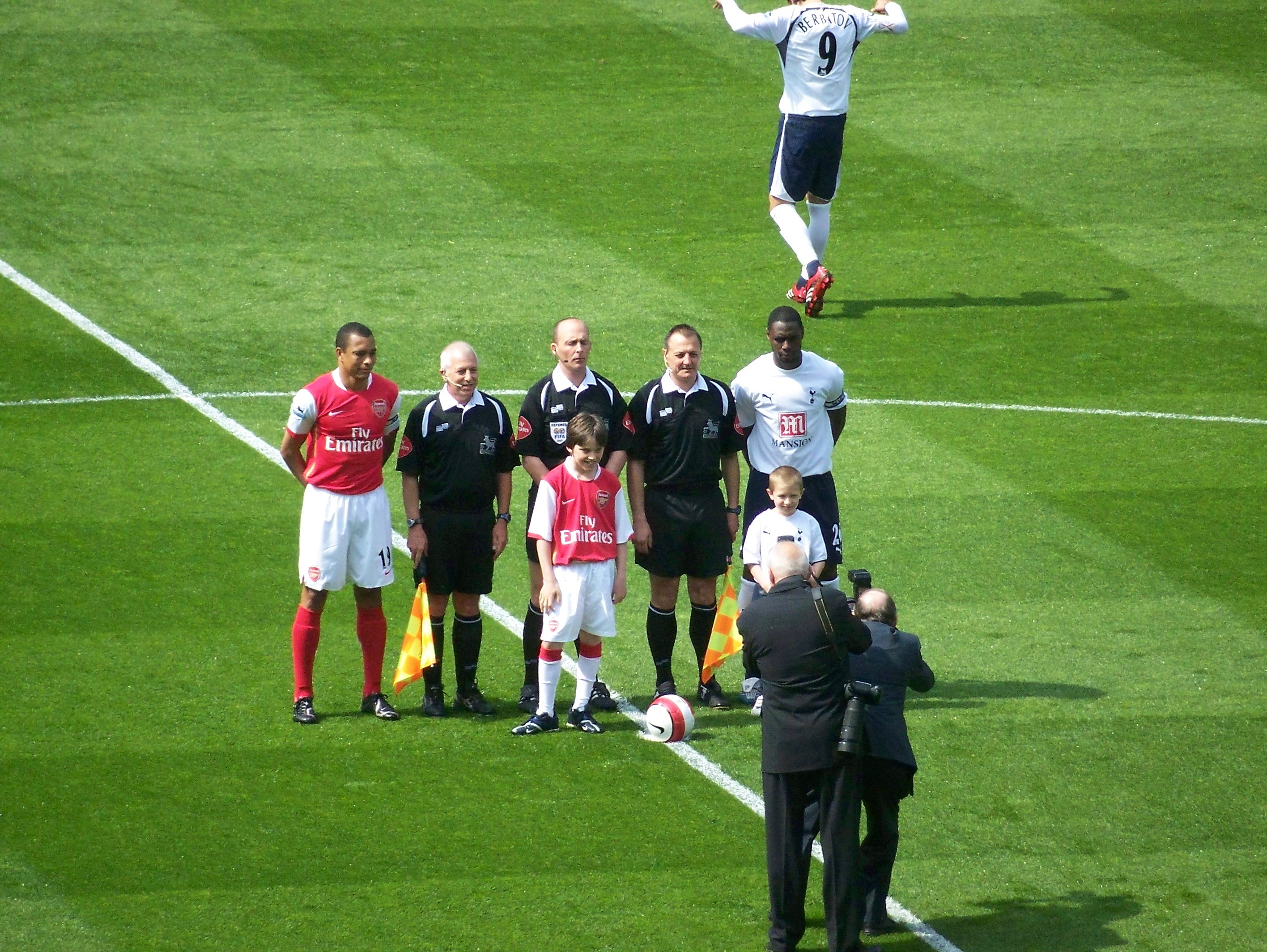
Gilberto Silva (à gauche) et Ledley King (à droite), les capitaines.

Quelques matchs sont restés gravés dans la mémoire des supporters d'Arsenal et de Tottenham.
- Tottenham 0-1 Arsenal (3 mai 1971) – Lors du match final du Championnat d'Angleterre 1970-1971, sur le terrain de Tottenham, Arsenal a besoin d'une victoire ou d'un 0-0 pour remporter le titre de Champion d'Angleterre (un match nul avec des buts marqués aurait été synonyme de titre de Champion pour Leeds United à la différence de but). Le match est serré avec peu de vraies occasions de but. Il ne reste que 3 minutes à jouer lorsque Ray Kennedy propulse le ballon au fond des filets des Spurs pour offrir le titre de Champion d'Angleterre aux Gunners. Cinq jours plus tard, Arsenal affronte Liverpool et remporte la FA Cup 1971. C'est le premier doublé Coupe-Championnat pour Arsenal.
- Tottenham 3-1 Arsenal (14 avril 1991 au stade de Wembley) – Il s'agit de la première demi-finale de FA Cup entre les deux clubs. Arsenal est sur la route du deuxième doublé Coupe-Championnat de son histoire mais le joueur de Tottenham Paul Gascoigne marque après seulement 5 minutes de jeu, d'un coup franc lointain. Gary Lineker creuse l'écart pour les Spurs et bien qu'Alan Smith réduise l'écart pour les Gunners juste avant la mi-temps, Lineker marque encore en seconde période pour sécuriser la victoire pour Tottenham. Les rêves de doublé Coupe-Championnat d'Arsenal sont achevés, bien que les Gunners gagnent tout de même le Championnat lors cette saison ; quant aux Spurs, ils soulèvent la FA Cup un mois plus tard.
- Arsenal 1-0 Tottenham  (4 avril 1993 au stade de Wembley) – Arsenal ne rêve que de revanche sur leurs ennemis du Nord de Londres après la défaite 3-1 en demi-finale de FA Cup deux ans auparavant. La tactique d'Arsenal a alors changé, l'équipe devenant plus défensive : c'est la grande époque du « Boring Boring Arsenal » (« Arsenal ennuyeux »). C'est chose faite grâce à un but de la tête de Tony Adams qui offre une courte victoire pour les Gunners. Arsenal remporte la compétition contre Sheffield United un mois plus tard.
- Tottenham 2-2 Arsenal (25 avril 2004) – Peut-être le match le plus mémorable de tous. Arsenal est à ce moment-là invaincu en FA Premier League et n'a besoin que d'un point pour garantir le titre de Champion... sur le terrain des Spurs. Les Gunners mènent 2-0 après 35 minutes grâce à des buts de Patrick Vieira et Robert Pirès. Une victoire semble se profiler mais les Spurs sont piqués dans leur orgueil : ainsi, l'écart est réduit grâce à Jamie Redknapp, avant que l'arbitre n'accorde un pénalty contestable à Robbie Keane qu'il se charge de convertir à la 90e minute. Quoi qu'il en soit Arsenal vient de réaliser l'exploit qu'aucune autre équipe n'a réalisé auparavant : être Champion d'Angleterre sans perdre un seul match... et en plus sur le terrain de leurs ennemis jurés[2].
- Tottenham 4-5 Arsenal (13 novembre 2004) - Ce match constitue le record de buts au cours d'un North London Derby. Les Spurs avaient pourtant ouvert le score par Nourredine Naybet mais Thierry Henry puis Lauren et Patrick Vieira vont donner un avantage conséquent aux Gunners. Le chassé-croisé commence : Jermain Defoe réduit l'écart (2-3), Freddie Ljungberg offre à nouveau deux buts d'avance aux Cannoniers (2-4), Ledley King redonne espoir aux Spurs (3-4), Robert Pirès refait le break puis Frédéric Kanouté sauve l'honneur pour Tottenham.
- Tottenham 5-1 Arsenal (22 janvier 2008) - Demi-finale retour de la Carling Cup. Première victoire de Tottenham sur Arsenal depuis l'année 1999. Et quelle victoire, puisque les Spurs inscrivent 5 buts ! Ce match constitue la plus large victoire des Spurs sur les Gunners depuis l'année 1983. Les buts pour Tottenham sont inscrits par Jermaine Jenas, Nicklas Bendtner (contre son camp), Robbie Keane, Aaron Lennon et Steed Malbranque. L'unique but en faveur d'Arsenal est inscrit par Emmanuel Adebayor.
- Tottenham 1-4 Arsenal (21 septembre 2010) – Au troisième tour de la Carling Cup Tottenham et Arsenal n'arrivent pas à se départager à la fin du temps réglementaire (1-1). Aux prolongations Arsenal marque deux fois sur pénalty par Samir Nasri avant qu'Andreï Archavine ne scelle le sort de Tottenham.
- Arsenal 2-3 Tottenham (20 novembre 2010) – Menés 2-0 à la mi-temps et complètement dépassés par les Gunners, les Spurs renversent totalement la vapeur et remportent leur premier derby du nord sur le terrain de son ennemi depuis 1993.
- Arsenal 5-2 Tottenham (26 février 2012) - Après une terrible défaite 4-0 face à l'AC Milan en Ligue des champions, quasi synonyme de fin de parcours, et une élimination en FA Cup à Sunderland, 2-0, les Gunners étaient obligés de réagir face aux Spurs pour reprendre la 4e placeToutefoispionnat. Menés 2-0 par Tottenham après un but de Louis Saha et un pénalty transformé par l'ancien Gunner, Emmanuel Adebayor, Arsenal semble sombrer. Pourtant grâce à Bacary Sagna et l'incontournable Robin van Persie les Gunners rejoignent le vestiaire à la mi-temps avec le score de 2-2. Après 49 matchs de disette Tomáš Rosický offre le troisième but. Theo Walcott à qui on reproche son manque de lucidité dans le dernier geste inscrit son doublé. L'entraîneur d'Arsenal Arsène Wenger dont les choix étaient encore très contestés lors de ce derby a réussi l'exploit de battre le rival qui était pourtant au-dessus cette année.
- Arsenal 5-2 Tottenham (17 novembre 2012) - Nouvelle victoire d'Arsenal sur un score identique deux fois dans la même année mais pas dans la même saison. Tout commence pourtant mal pour Arsenal quand Emmanuel Adebayor ouvre le score pour Tottenham avant de se faire expulser. C'est alors que le match change de perspective et Arsenal déroule par Per Mertesacker à la 23e, Lukas Podolski à la 42e, Olivier Giroud à la 45e, Santi Cazorla à la 60e et enfin Theo Walcott à la 90e. La maigre consolation vient de Gareth Bale qui réduit l'écart à 4-2 à la 71e.
- Tottenham 2-1 Arsenal (7 février 2015) - Arsenal entame bien ce derby du nord de Londres en marquant à la 11e par Mesut Özil. Le score est favorable aux Gunners à la pause. Toutefois, en deuxième mi-temps, deux buts d'Harry Kane (56e et 86e) donnent les trois points aux Spurs sur fond de déception pour les hommes d'Arsène Wenger.
- Tottenham 1-2 Arsenal (23 septembre 2015) – Les deux clubs se rencontrent au troisième tour de la Coupe de la Ligue anglaise. C'est Mathieu Flamini qui à la 26e éteint White Hart Lane en inscrivant un but sur un ballon repoussé par le gardien adverse. Tottenham égalise toutefois sur un but contre son camp d'Arsenal par Calum Chambers à la 56e mais c'est sans compter sur un Flamini des grands soirs qui inscrit un deuxième but sur une superbe volée à la 78e. Tottenham ne s'en remettra pas. Comme en 2010 au même stade de la compétition, Arsenal élimine son voisin rival.
- Arsenal 4-2 Tottenham (2 décembre 2018) – Premier derby avec Unai Emery dirigeant le banc d'Arsenal. Les Gunners inscrivent quatre buts avec notamment un doublé d'Aubameyang (10e sur pénalty et 56e), Lacazette (75e) et Torreira (77e). Les Spurs marquent par Dier (30e) et Kane (34e sur pénalty). Arsenal en profite pour passer devant Tottenham au classement à l'issue de ce match[3].
- Tottenham 1-1 Arsenal (2 mars 2019) – Un derby à sens unique, plein de rebondissements. Les Gunners ouvrent la marque dès la 16e minute par l'intermédiaire d'Aaron Ramsey (0-1). Arsenal se procure une autre occasion en fin de première période mais la frappe enroulée de Alex Iwobi est magistralement repoussée par Hugo Lloris (41e). C'est ensuite au tour des Spurs de répliquer à la 44e minute où Bernd Leno est obligé d'effectuer une double parade impressionnante sur des frappes de Christian Eriksen et de Moussa Sissoko. Les Gunners commettent une faute sur Harry Kane dans leur surface de réparation et l'attaquant anglais se charge de transformer le penalty (1-1 ; 77e), devenant ainsi le meilleur buteur de l'histoire des North London Derby. La dernière action du match est manquée par Pierre-Emerick Aubameyang qui voit sa tentative sur penalty échouer face à Lloris, qui sauve son équipe dans le temps additionnel (90+1re).

## Statistiques et records
Au 15 janvier 2025, les deux équipes se sont rencontrées 215 fois depuis le premier North London Derby en 1909,. Le match remporté 5-4 par Arsenal à White Hart Lane le 13 novembre 2004 constitue le record du plus grand nombre de buts inscrits. La victoire la plus large est aussi à l'actif d'Arsenal, 6-0 le 6 mars 1935. Tottenham s'est néanmoins imposé deux fois sur le score de 5-0.
Entre le 7 novembre 1999 (victoire des Spurs sur les Gunners 2-1 à White Hart Lane) et le 22 janvier 2008 (victoire des Spurs lors des demi-finales retour de la League Cup sur le large score de 5-1), les Gunners restent invaincus durant dix-huit North London derbies (14 en Premier League, 1 en FA Cup, 2 en League Cup).
|                | Total | Victoires d'Arsenal | Matchs nuls | Victoires de Tottenham | Buts d'Arsenal | Buts de Tottenham |
| -------------- | ----- | ------------------- | ----------- | ---------------------- | -------------- | ----------------- |
| Championnat    | 191   | 79                  | 53          | 59                     | 293            | 252               |
| FA Cup         | 7     | 5                   | 0           | 2                      | 11             | 5                 |
| League Cup     | 16    | 9                   | 3           | 4                      | 21             | 19                |
| Charity Shield | 1     | 0                   | 1           | 0                      | 0              | 0                 |
| Total          | 215   | 93                  | 57          | 65                     | 325            | 276               |

## D'un club à l'autre...
En raison de l'intense rivalité entre les deux clubs, il est évident que peu de joueurs ont osé jouer à la fois pour Arsenal et Tottenham au cours de leur carrière. Les joueurs qui ont été Spurs et Gunners sont listés ci-dessous.

### Arsenal, puis Tottenham

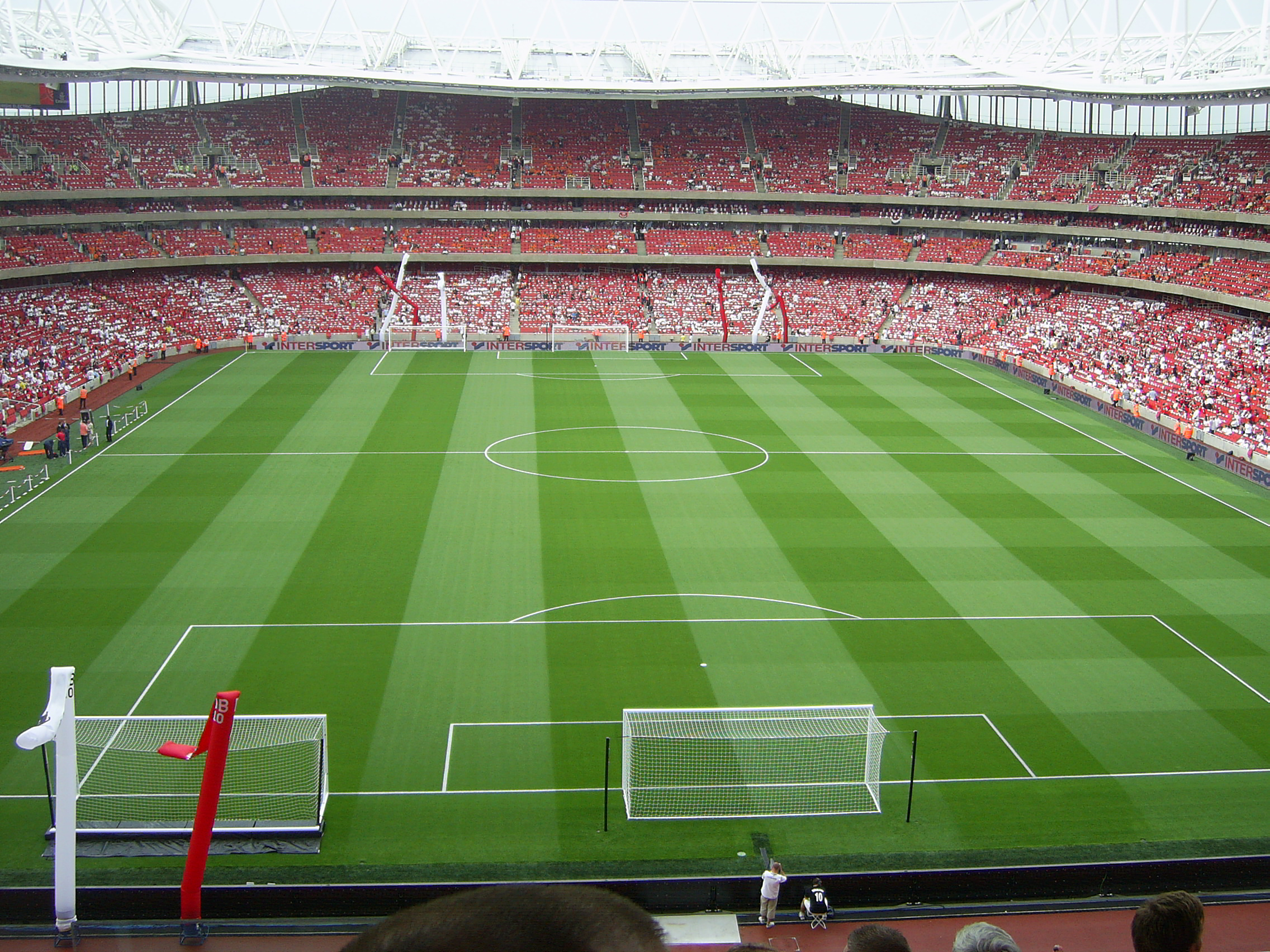
Emirates Stadium: antre des Gunners

| Nom               | Poste     | Arsenal  | Arsenal | Arsenal | Tottenham | Tottenham | Tottenham |
| Nom               | Poste     | Carrière | Apps    | Buts    | Carrière  | Apps      | Buts      |
| ----------------- | --------- | -------- | ------- | ------- | --------- | --------- | --------- |
| Jimmy Brain       | Attaquant | 1924–32  | 232     | 139     | 1931–35   | 34        | 10        |
| Laurie Brown      | Défenseur | 1961–64  | 109     | 2       | 1964–66   | 65        | 3         |
| David Jenkins     | Milieu    | 1966–68  | 25      | 9       | 1968–70   | 17        | 2         |
| Rohan Ricketts    | Milieu    | 2001–02  | 1       | 0       | 2002–05   | 36        | 2         |
| Jamie O'Hara      | Milieu    | 2001-03  | 0       | 0       | 2003-11   | 53        | 6         |
| David Bentley     | Milieu    | 2001-06  | 10      | 1       | 2008-2013 | 62        | 5         |
| William Gallas    | Défenseur | 2006-10  | 143     | 17      | 2010-2013 | 79        | 1         |
| Emmanuel Adebayor | Attaquant | 2005-09  | 142     | 62      | 2011-2015 | 71        | 26        |

### Tottenham, puis Arsenal

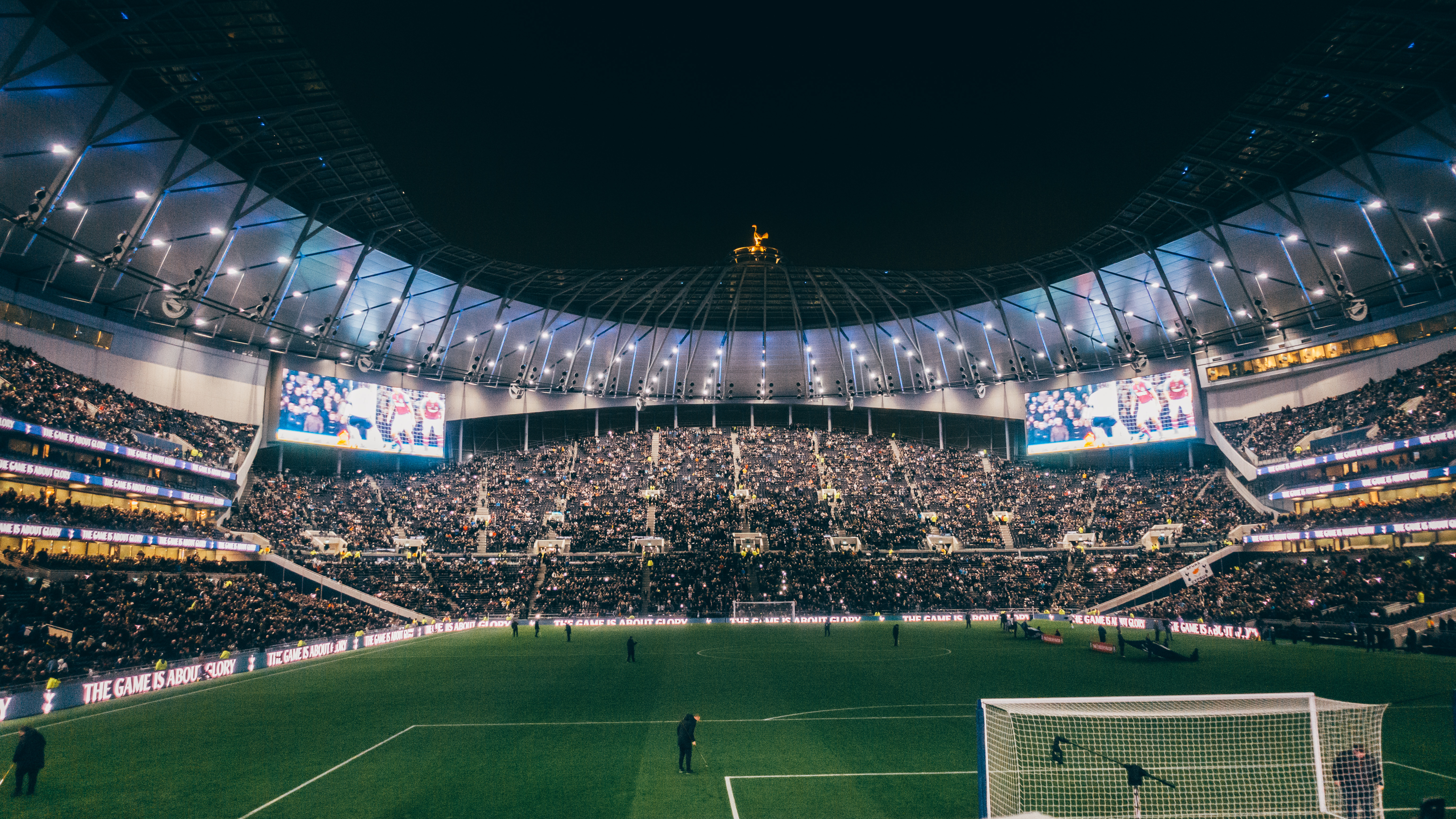
Le Tottenham Hotspur Stadium : antre des Spurs

| Nom             | Poste     | Tottenham | Tottenham | Tottenham | Arsenal  | Arsenal | Arsenal |
| Nom             | Poste     | Carrière  | Apps      | Buts      | Carrière | Apps    | Buts    |
| --------------- | --------- | --------- | --------- | --------- | -------- | ------- | ------- |
| George Hunt     | Attaquant | 1930–37   | 198       | 137       | 1937–38  | 21      | 3       |
| Freddie Cox     | Ailier    | 1938–49   | 105       | 18        | 1949–53  | 94      | 16      |
| Vic Groves      | Milieu    | 1952–53   | 4         | 3         | 1955–64  | 201     | 37      |
| Jimmy Robertson | Ailier    | 1964–68   | 181       | 31        | 1968–70  | 59      | 8       |
| Steve Walford   | Défenseur | 1975–77   | 1         | 1         | 1977–81  | 98      | 4       |
| Willie Young    | Défenseur | 1975–77   | 64        | 4         | 1977–81  | 237     | 19      |
| Pat Jennings    | Gardien   | 1964–77   | 590       | 1         | 1977–85  | 327     | 0       |
| Kevin Stead     | Défenseur | 1976–78   | 14        | 0         | 1978–79  | 2       | 0       |
| Sol Campbell    | Défenseur | 1992–2001 | 315       | 15        | 2001–06  | 197     | 11      |

## Le derby féminin
Grâce à la montée de Tottenham en WSL en 2019, les deux équipes peuvent également se disputer le North London Derby dans le championnat féminin. Le premier derby, le 19 novembre 2019, voit une affluence record pour la WSL avec 38 262 spectateurs présents au Tottenham Hotspur Stadium. Kim Little et Vivanne Miedema offrent la victoire aux Gunners (2-0).
Le 24 septembre 2022, le record d'affluence de WSL est à nouveau battu lors du derby, cette fois à l'Emirates Stadium. 47 367 supporters assistent à une nouvelle victoire d'Arsenal 4-0 (doublé de Miedema et buts de Mead et Rafaelle).
L'historique de cette rivalité est largement en faveur d'Arsenal qui n'a jamais perdu un derby face à Tottenham.
|             | Victoires d'Arsenal | Matchs nuls | Victoires de Tottenham | Buts d'Arsenal | Buts de Tottenham |
| ----------- | ------------------- | ----------- | ---------------------- | -------------- | ----------------- |
| Championnat | 6                   | 1           | 0                      | 24             | 3                 |
| FA Cup      | 3                   | 0           | 0                      | 19             | 1                 |
| League Cup  | 0                   | 1           | 0                      | 2              | 2                 |
| Amical      | 2                   | 0           | 0                      | 10             | 0                 |
| Total       | 11                  | 2           | 0                      | 55             | 6                 |

Mise à jour le 25 mars 2023.

### Vidéographie
- (en) DVD Classic victories against Spurs, éditions Granada Ventures, 2003.